# Püspöki palota (Pécs)
A pécsi püspöki palota a pécsi székesegyház nyugati oldalánál található műemléki épület, melyet zömmel a 12. század folyamán építettek. A Püspöki Palotán a 19. században végeztek utoljára nagyobb méretű átalakítást Scitovszky János püspök megbízásából. A palota köré csoportosult épületek teszik ki azt a műemléki együttest, melybe bele tartozik a barbakán is. A középkori eredet látható formáit későbbi átépítések szinte maradéktalanul eltüntették. Az alaprajzi rendszeren és a faltest anyagán kívül emlékét nem is őrzi más, csak az egykori védőtoronnyal megerősített kapualj és a délkeleti torony gótikus ablakának töredékei.

## Története
A legkorábbi emlék a püspöki palotáról 1015-ben keletkezett, majd az 1064-es tűzvészkor is említést tesznek róla, hogy a tűz martaléka lett.
A 12. századból való a trapéz alakú udvart közrefogó északi, keleti és déli szárny, valamint a palota mögötti kert északi oldalán álló épület, melynek helyén akkor a várbeli káptalan Szent Jánosról elnevezett temploma állott. A 14. században a palota a pécsi székesegyház északi oldaláról a déli oldalára került. A kutatók úgy tartják, hogy a délnyugati tornyához épített nagy épületszárny lehetett a palota magja. A 15. században kapu- és lakótoronnyal gazdagodott a palota. A reneszánsz korban a palotát jelentősen átalakították. Ekkor egy újabb palotaszárnnyal gazdagodott, amit a várfal belső falához építettek a toronytól nyugatra.

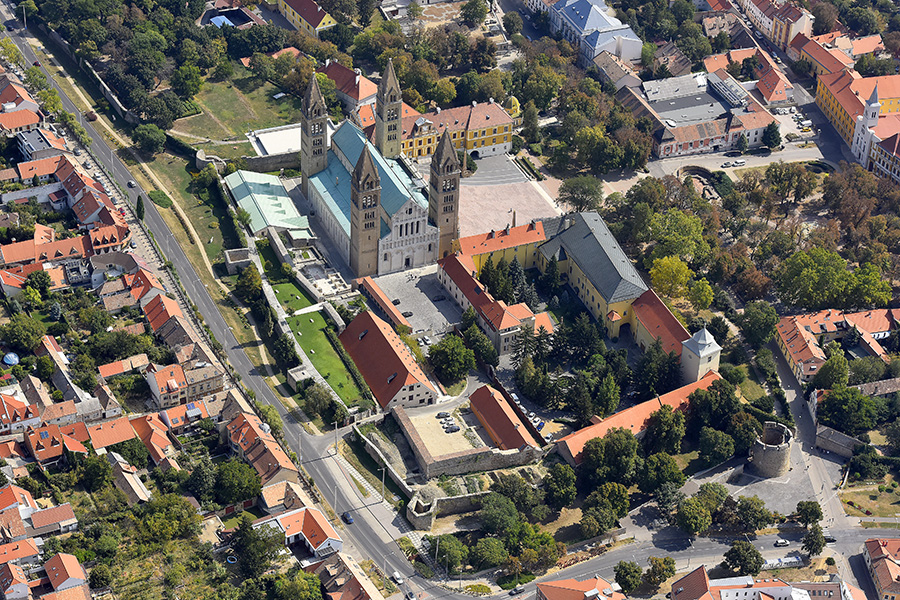
Pécsi székesegyház légi fotón

Az első nagyarányú átépítésre a 18. században került sor. A század első felében gazdasági rendeltetésű szárnnyal zárták le az udvar nyugati oldalát. A század második felében pedig Klimó György püspök az egész épületet alapvetően korszerűsítette. Az északi és keleti szárny fölé második emeletsort húztak és a déli szárnyat meghosszabbították a belső vár délnyugati sarkán álló toronyig. A homlokzatok is egységes barokk arculatot kaptak. A kis méretű ablakokat nagy, kőablakokra cserélték le. Felépítették a könyvtárszárnyat, és gazdasági helyiségeket alakítottak ki.
A tér felé néző főhomlokzatot egy 19. századi metszetről ismerjük, amelyen a Pollack Mihály által átépített, klasszicista Székesegyház mellett még a barokk püspöki palota áll. A palotán a 19. században végezték az utolsó nagyobb méretű átalakítást. 1838–1852 között Scitovszky János püspök megbízásából lebontották a nyugati szárny egy részét, a hozzá csatlakozó reneszánsz szabad lépcsővel együtt, s neoreneszánsz stílusban építették át a keleti homlokzatot.

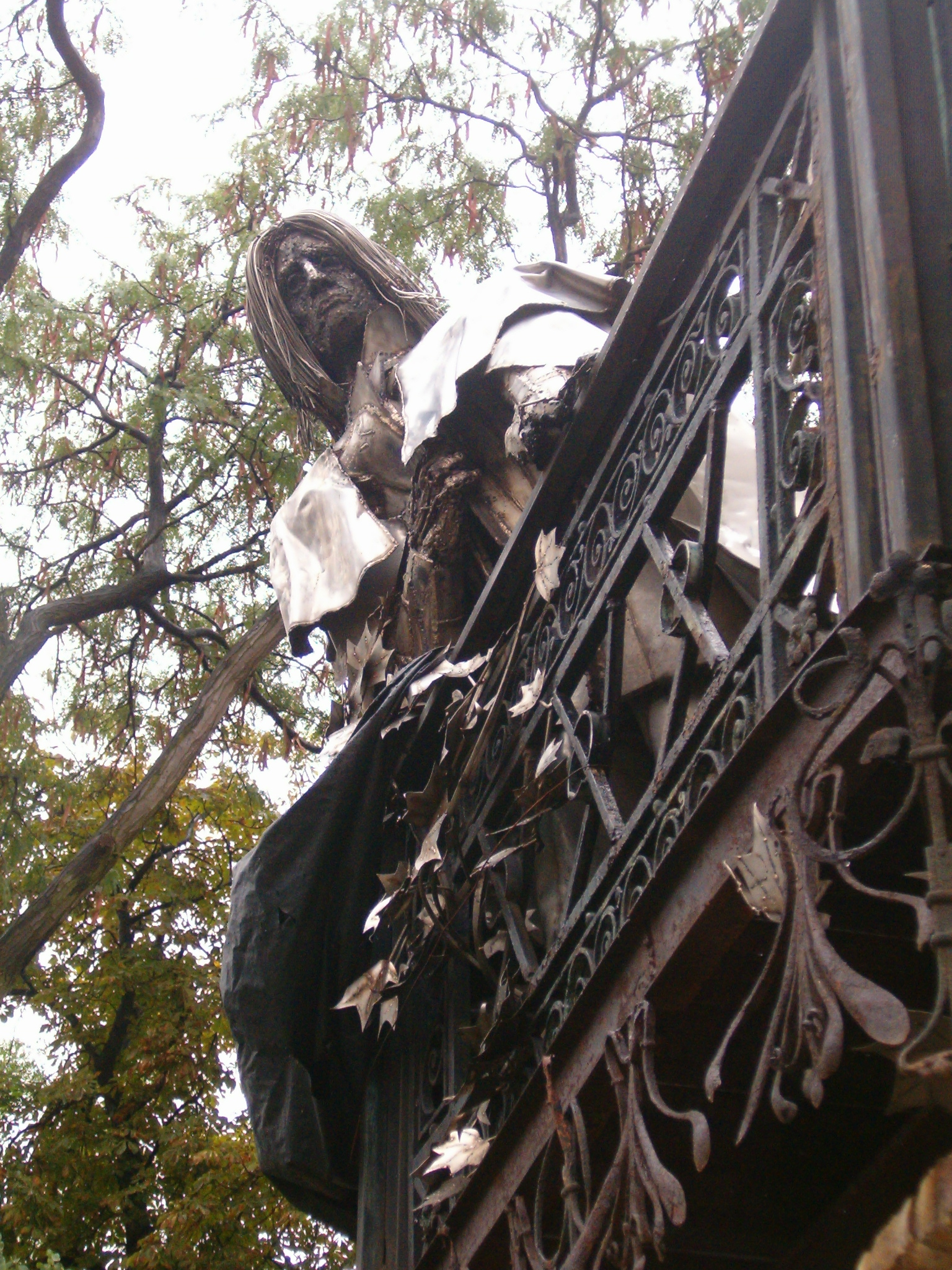
Liszt Ferenc szobra Pécsett, a püspöki palota erkélyén